# 王延丰
王延丰（?—?），五代十国時期光州固始（今河南固始）人。
王延丰是閩國太祖王審知兄长王潮之子，唐昭宗乾宁四年十二月初六（898年1月2日）王潮去世，被朝廷追赠为司空、秦国公。王潮有四子王延兴、王延虹、王延丰、王延休，二弟王审邽也还在世，但他选择由三弟王审知继位，王审知后称王，开创了闽国。王延丰后来成了王審知的养子，在王审知墓志铭中被称为第四子。
《王审知墓志》说王审知有十二子七女三孙。长子王延翰，妻博陵郡夫人崔氏。次子王延禀，妻清河县君张氏。三子王延钧，妻清远县主刘氏。四子王延丰，妻宋氏。五子王延美，妻李氏。六子王延保，七子王延武，八子王延望，九子王延羲，十子王延喜，十一子王延政，十二子王延资。长女琅琊郡君，夫节度判官、检校司空、柳州刺史李敏。次女夫水部员外郎张思齐。三女琅琊郡君，夫检校太傅、睦州刺史钱传珦。四女夫封州刺史余廷隐。余三女未适。长孙王继昌，次孙王继真，三孙王继宝。王延保官至右散骑常侍，洪州长史。王审知十二子并非都是亲生儿子，根据《十国春秋》记载，亲生子只有七个（继承王位的王延翰、王延钧、王延羲、王延政以及王延喜、王延望、王延宗），其他五子分别为谊子、养子、假子。